# Leydig-sejt

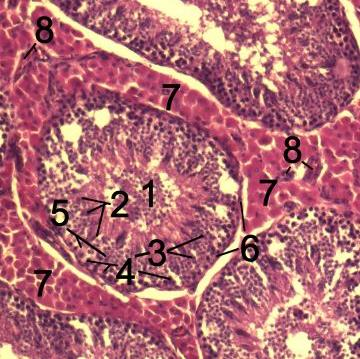
Hereállomány metszete vadkanból. A Leydig-sejtek csoportjaira a 8-as számok mutatnak. (H&E festés)

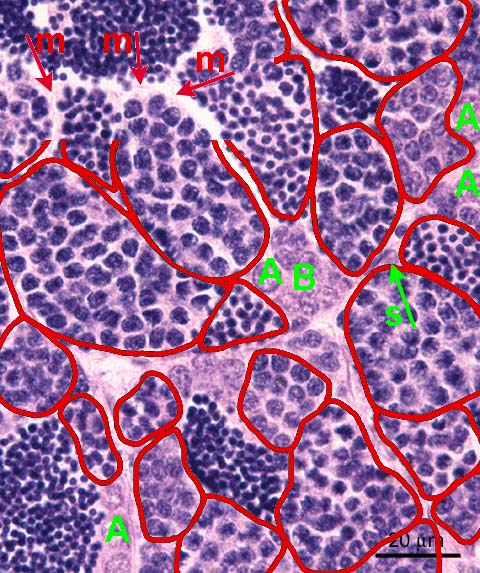
Hereállomány halból. A Leydig-sejtek csoportjaira a zöld nyilak mutatnak. (Bázikus festés)

A Leydig-sejtek, vagy Leydig-féle interstitialis sejtek nevüket egyrészt felfedezőjük, Franz Leydig német anatómus után – aki 1850-ben írta le ezeket a sejteket, másrészt az alapján kapták, hogy a herecsatornák közötti laza kötőszövetes „(interstitialis)” állományban, kisebb, szabálytalan csoportokban helyezkednek el. Belső elválasztásúak. Működésüket a nemi éréskor kezdik meg. Viszonylag nagy, sokszögletű sejtek erősen eozinofil citoplazmával, nagy, feltűnő sejtmaggal, és a citoplazmában számos lipidcseppel.

## Fő endokrin működés
A Leydig sejtek koleszterint felhasználva férfi nemi hormonokat, androgéneket (19-karbon szteroidokat) termelnek. A sejtekben egy enzim a koleszterol oldalláncának lehasításával pregnenolont állít elő, ez az androgének előanyaga.  Ezek a tesztoszteron, androszténdion és dehidroepiandroszteron (DHEA). A Leydig sejtek hormontermelését az agyalapi mirigy elülső lebenyének egyik gonadotróp hormonja serkenti, ami a nők luteinizáló hormonjának (LH) analógja, ez az interstitialis sejteket stimuláló hormon (ICSH). Az agyalapi mirigy és a here hormontermelő sejtjei között a negatív visszacsatolás jellegű szabályozás megvan, de a hormontermelés – ha mennyiségileg időnként változó is – folyamatos, és lényegében az egész élet alatt fennmarad, mint ahogy a férfi ivarsejtek termelése is. Férfiaknál nem áll le a nemi működés, mint nőknél a menopauza során, bár betegségek hatására és idős korra csökken. (A merevedési zavarok általában nem hozhatók közvetlen összefüggésbe a nemi hormonok termelésével.)

## Egyéb hormonális működések
A prolaktin (PRL) fokozza a Leydig sejtek reakcióját az ICSH hatására, azzal, hogy növeli a Leydig sejteken az ICSH receptorok számát.
Bizonyos fajok Leydig sejtjei rendelkeznek a testicularis oxitocin szintézisének képességével is, mint pl. a patkányok és tengerimalacok. A patkányok C-vitamint is képesek előállítani, míg a tengerimalacoknál – az emberhez hasonlóan – a C-vitamint (Na-aszkorbát) külső forrásból, normál körülmények között a táplálékokból kell biztosítani.

## Finomszerkezet
A Leydig-sejtek sokszögletű epitheloid sejtek, ovális magjuk nem a sejt közepén helyezkedik el. A magban három jól fejlett magvacska található, a maghártya alatt pedig nagy mennyiségű tömött kromatin (heterokromatin). Ez a magszerkezet az olyan sejtekre jellemző, amelyek alapjában egy speciális működésben aktívak. A citoplazma sok lipid cseppet,  igen bőséges mennyiségű sima felszínű endoplazmatikus hálózatot és sok mitokondriumot is tartalmaz. A durva felszínű endoplazmatikus hálózat kisebb csoportosulásokban, elszórtan van jelen. Gyakoriak a lipofuscin szemcsék és erre a sejtféleségre jellemző egy speciális sejtszervecske, a 3-5 mikrométer átmérőjű Reinke-féle krisztalloid. Ezek működése ma még nem ismert.  Mivel ezek a sajátosságok más, a herecsatornák közötti kötőszövetben előforduló sejtekre nem jellemzőek, a Leydig-sejtek felismerése viszonylag könnyű.

## Fejlődésük
A felnőtt típusú Leydig-sejtek a herében postnatálisan differenciálódnak és pubertásig nyugalomban vannak. A magzati élet 8-20 hetében magzati jellegű Leydig-sejtek vannak jelen, amelyek elegendő tesztoszteront termelnek ahhoz, hogy a magzat férfias irányba fejlődjön.

## Kórtan
.

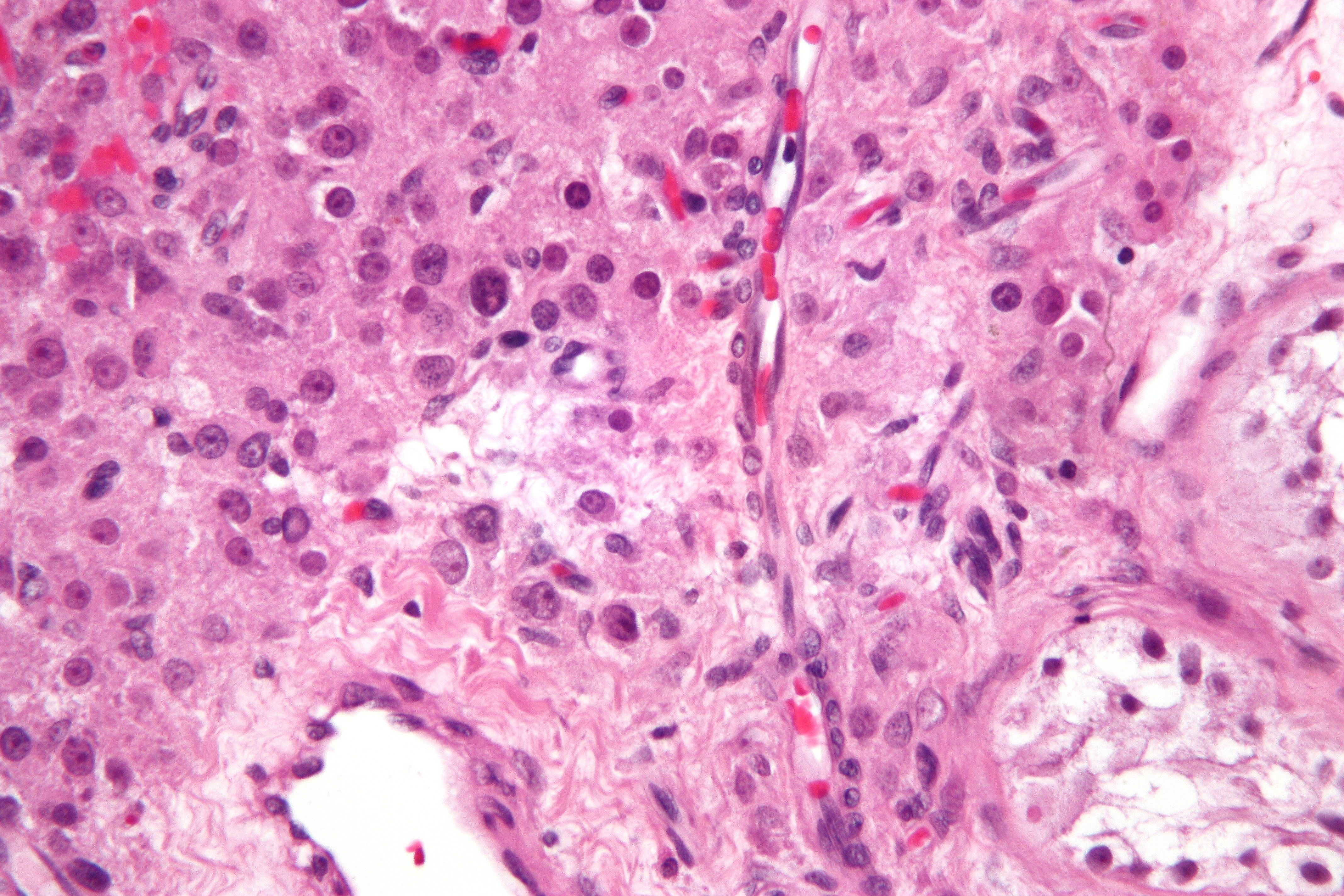
Leydig-sejt daganat szövettani képe. (H&E festés)

A Leydig-sejtek kontrollálatlanul szaporodva daganatot képezhetnek. Ezek a daganatok általában jóindulatúak, de tesztoszteront termelhetnek annak kóros hormonális következményeivel.
A Leydig-sejteket érintő másik kórkép az adrenomyeloneuropathia, amikor a tesztoszteron szint csökkenhet a normálisnál magasabb ICSH szint ellenére.

## Fordítás
- Ez a szócikk részben vagy egészben  a   Leydig cell című angol Wikipédia-szócikk fordításán alapul.  Az eredeti cikk szerkesztőit annak laptörténete sorolja fel. Ez a jelzés csupán a megfogalmazás eredetét és a szerzői jogokat jelzi, nem szolgál a cikkben szereplő információk forrásmegjelöléseként.